# Макс-Морлок-Штадион
«Макс-Морлок-Штадион» (нем. Max-Morlock-Stadion) — футбольный стадион с беговой дорожкой в немецком Нюрнберге, домашняя арена футбольного клуба «Нюрнберг». Принимал матчи футбольного турнира летних Олимпийских игр 1972 года и матчи чемпионата мира по футболу 2006 года, а также Кубка конфедераций 2005 года. Стадион расположен на территории съездов НСДАП. Находится рядом со станцией Nürnberg Frankenstadion Нюрнбергской городской электрички.
31 мая 1967 года стадион принимал финал Кубка обладателей кубков УЕФА, в котором мюнхенская «Бавария» в дополнительное время благодаря удару Франца Рота победила шотландский «Рейнджерс». Для «Баварии» эта победа стала первой в истории в еврокубках.

## История названия
Изначально назывался «Муниципальный стадион» (нем. Städtisches Stadion), в 1991—2006 годах — «Франкенштадион» (нем. Frankenstadion). 14 марта 2006 года был переименован в «изиКредит-Штадион» (нем. easyCredit-Stadion) сроком на пять лет в результате спонсорского соглашения с немецким банком DZ Bank (штаб-квартира во Франкфурте-на-Майне). Данное изменение названия было негативно встречено рядом фанатов ФК «Нюрнберг», которые провели демонстрацию против нового названия и символически переименовали стадион в честь известного в прошлом игрока «Нюрнберга» Макса Морлока. Во время чемпионата мира 2006 года согласно требованиям ФИФА носил старое «неспонсорское» название «Франкенштадион».
14 февраля 2013 года в результате спонсорского соглашения с Grundig (штаб-квартира в Нюрнберге) стадион стал носить название «Грундиг-Штадион», что на этот раз не вызвало негативной реакции со стороны болельщиков. Срок соглашения с Grundig был рассчитан до середины 2016 года. После окончания контракта с Grundig, администрация Нюрнберга не могла найти нового спонсора для стадиона и он носил название в честь города.
К сезону 2017/18 Консорсбанк на три года закрепил права на именование стадиона, но отказался от спонсорства классического названия и призвал к краудфандингу на платформе Startnext, чтобы разрешить переименование в «Макс-Морлок-Штадион» (Стадион имени Макса Морлока). Несмотря на то, что цель в 800 000 евро была явно не достигнута и в общей сложности удалось собрать только 330 000 евро, банк взял на себя оставшиеся 2,4 миллиона евро. С тех пор стадион на Площади Макса Морлока, где уже стоит статуя в честь чемпиона мира 1954 года, носит имя Макса Морлока. Болельщики и пресса видят в этом признание значимости Морлока для «Нюрнберга», а также личности приземлённого и скромного идола клуба. Переговоры о продлении или новом спонсоре в настоящее время не ведутся, в том числе, из-за Пандемии COVID-19.

## 1930-е годы
Начиная с 1933 года во время съездов нацистской партии на стадионе проходили партийные митинги гитлерюгенда в день съезда, называвшегося «День Гитлерюгенда».

## Игры Кубка конфедераций 2005 года
На стадионе проходили матчи Кубка конфедераций 2005 года:
| Дата         | Время (местн) | Команда 1 | Рез-т | Команда 2 | Этап      | Зрителей |
| ------------ | ------------- | --------- | ----- | --------- | --------- | -------- |
| 18 июня 2005 | 20:45         | Австралия | 2-4   | Аргентина | Группа А  | 25 618   |
| 21 июня 2005 | 20:45         | Германия  | 2-2   | Аргентина | Группа А  | 42 088   |
| 25 июня 2005 | 18:00         | Германия  | 2-3   | Бразилия  | Полуфинал | 42 187   |

## Игры чемпионата мира 2006 года
На стадионе проходили матчи чемпионата мира 2006 года:
| Дата         | Время (местн) | Команда 1  | Рез-т | Команда 2         | Этап     | Зрителей |
| ------------ | ------------- | ---------- | ----- | ----------------- | -------- | -------- |
| 11 июня 2006 | 18:00         | Мексика    | 3-1   | Иран              | Группа D | 41 000   |
| 15 июня 2006 | 18:00         | Англия     | 2-0   | Тринидад и Тобаго | Группа B | 41 000   |
| 18 июня 2006 | 15:00         | Япония     | 0-0   | Хорватия          | Группа F | 41 000   |
| 22 июня 2006 | 16:00         | Гана       | 2-1   | США               | Группа E | 41 000   |
| 25 июня 2006 | 21:00         | Португалия | 1-0   | Нидерланды        | 1/8      | 41 000   |

Матч Португалия — Нидерланды стал самым грубым в истории чемпионатов мира — российский арбитр Валентин Иванов показал 16 жёлтых карточек, из которых 4 стали красными.

## Музыкальные мероприятия
С 1997 по 2003 годы на стадионе проводился крупный музыкальный фестиваль Rock im Park.
15 июля 2010 года во время Funhouse Summer Carnival Tour на стадионе выступала певица Pink.